# Acropathia ulcero-mutilans familiaris
Die Acropathia ulcero-mutilans familiaris ist eine sehr seltene angeborene Erkrankung mit den Hauptmerkmalen Degeneration der peripheren Nerven, insbesondere der Hinterwurzeln der Spinalnerven mit sich daraus ergebender Polyneuropathie und Auftreten schmerzloser, tiefer Ulzerationen an Füßen und Händen.
Synonyme sind: lateinisch Acroosteopathia ulcero-mutilans familiaris; primäre neuropathische Akrodystrophie; familiäre Akroosteolyse; Thévenard-Syndrom; kongenitale sensorische Neuropathie; Nélaton Syndrom; englisch Hereditary Sensory Neuropathy Type I; HSAN Type I; Hereditary Sensory Radicular Neuropathy, Autosomal Dominant; HSN1
Die Namensbezeichnungen beziehen sich auf den Autor der Erstbeschreibung aus dem Jahre 1852 durch den französischen Chirurgen Auguste Nélaton bzw. im Jahre 1942 durch den französischen Arzt André Thévenard.

## Verbreitung
Die Häufigkeit ist nicht bekannt, die Vererbung erfolgt autosomal-dominant.

## Ursache
Die genaue Ursache ist noch nicht bekannt, bislang wurden Mutationen im SPTLC1-Gen im Chromosom 9 Genort q22 mit Defekten des Enzymes Serin-Palmitoyltransferase sowie im Chromosom 3 Genlokus q13-22 beschrieben.

## Klassifikation
Von M. Auer-Grumbach wurde 2008 folgende Unterteilung der Hereditären Sensorischen Neuropathie Typ I vorgeschlagen:
- Typ HSN IA mit Mutationen im SPTLC1-Gen im Chromosom 9 an q21.1-a22.3[6]
- Typ HSN IB mit noch unbekannten Genmutationen im Chromosom 3 an p24-p22[7]
- Typ HSN IC, Synonyme CMT2B, HSMN IIB, mit Mutationen im RAB7-Gen im Chromosom 3 Geneort q21[8]
- Typ HNS ID mit noch unbekannten Mutationen

## Klinische Erscheinungen
Klinische Kriterien sind:
- Manifestation im 2. bis 3. Lebensjahrzehnt, männliches Geschlecht bevorzugt
- Hauptlokalisation sind die unteren Gliedmaßen
- Symmetrisch Verminderung der Empfindung für Schmerz, Temperatur und Berührung
- Häufig abgeschwächte Sehnenreflexe
- Schmerzlose Ulzera, zunächst meist ein-, später beidseitig, insbesondere an den Druckpunkten
- Später kommt es zu Akrozyanosen, Schwellungen von Fingern und Zehen, knöcherne Veränderungen wie Akroosteolyse, Osteoporose

## Differentialdiagnose
Abzugrenzen sind die Syringomyelie, Tabes dorsalis, Lepra, das Bureau-Barrière-Syndrom sowie diverse Formen von Polyneuropathien.

## Therapie
Die Behandlung kann nur symptomatisch erfolgen, gründliche Selbstuntersuchung auf Verletzungen und Ulzera wird empfohlen.